# Théodore Chassériau
Théodore Chassériau (20 de setembro de 1819 - 8 de outubro de 1856) foi um pintor romântico francês de origem dominicana conhecido por seus retratos, pinturas históricas e religiosas, murais alegóricos e imagens orientalistas inspiradas em suas viagens à Argélia. No início de sua carreira pintou em um estilo neoclássico próximo ao de seu professor Jean-Auguste-Dominique Ingres, mas em suas obras posteriores foi fortemente influenciado pelo estilo romântico de Eugène Delacroix. Ele era um desenhista prolífico, e fez uma série de estampas para ilustrar Otelo de Shakespeare. O retrato que pintou aos 15 anos de Próspero Marilhat, faz de Théodore Chassériau o pintor mais jovem exposto no museu do Louvre.

## Vida e trabalho

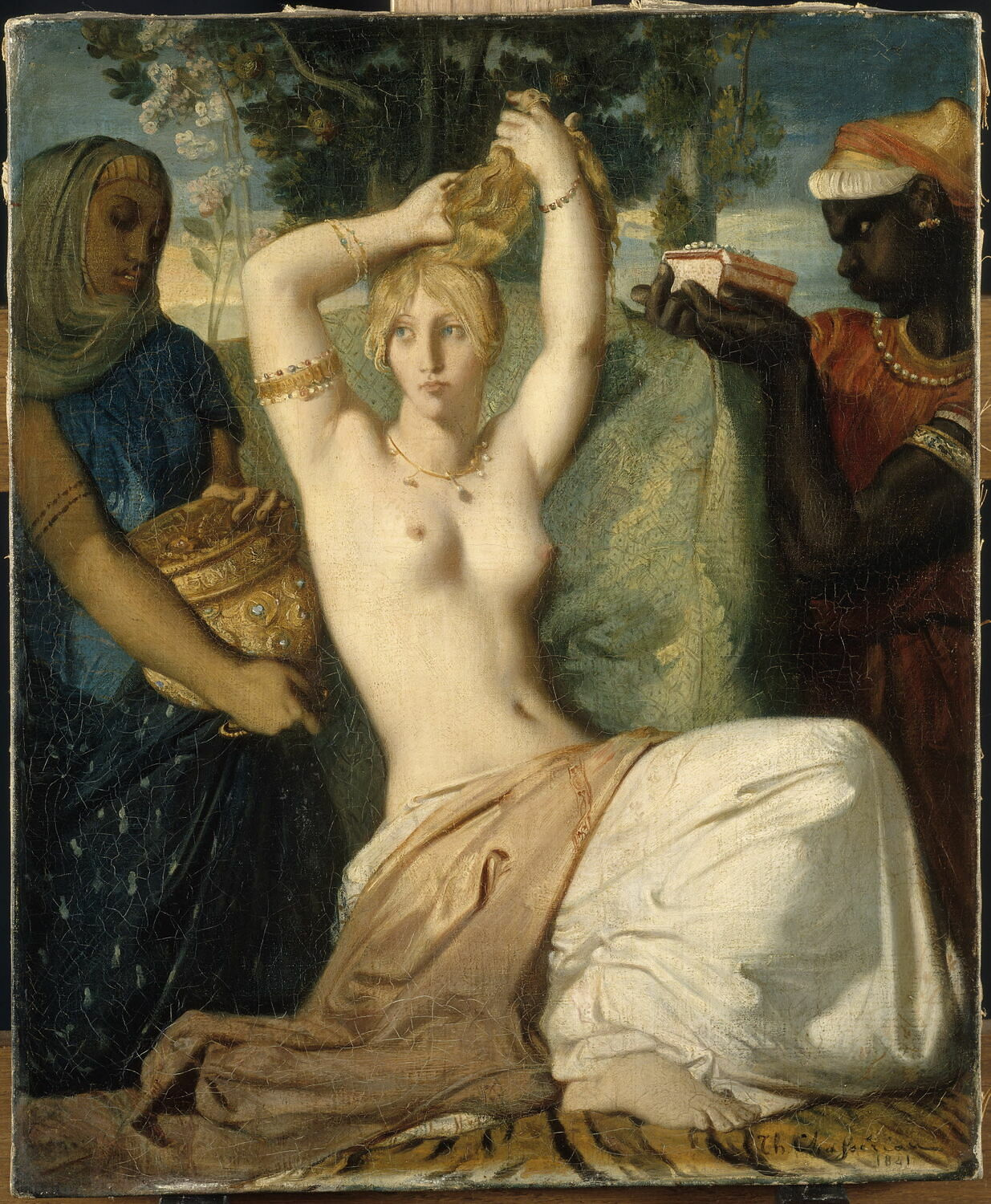
The Toilette of Esther, 1841, óleo sobre tela, 45,5 x 35,5 cm, Paris, Louvre

Chassériau nasceu em El Limón, Samaná, na colônia espanhola de Santo Domingo (atual República Dominicana). Seu pai Benoît Chassériau foi um aventureiro francês que chegou a Santo Domingo em 1802 para assumir um cargo administrativo no que foi até 1808 uma colônia francesa. A mãe de Teodoro, Maria Magdalena Couret de la Blagniére, era filha de um fazendeiro mulato nascido em Saint-Domingue (hoje Haiti). Em dezembro de 1820 a família partiu de Santo Domingo para Paris, onde o jovem Chassériau logo demonstrou precoce habilidade para o desenho. Ele foi aceito no estúdio de Jean-Auguste-Dominique Ingres em 1830, aos onze anos, tornou-se o aluno predileto do grande classicista, que o considerava seu discípulo mais verdadeiro. (Um relato que pode ser apócrifo mostra Ingres declarando "Venham, senhores, venham ver, esta criança será o Napoleão da pintura.")

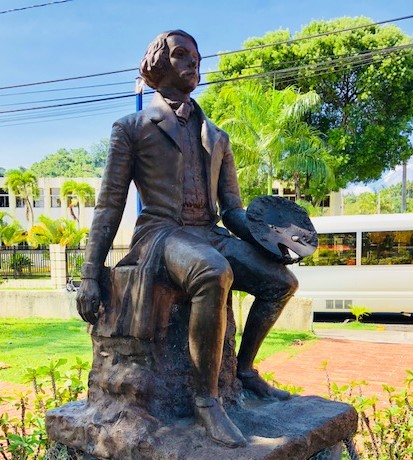
Estátua do pintor Théodore Chassériau localizada em Santa Bárbara de Samaná

Depois que Ingres deixou Paris em 1834 para se tornar diretor da Academia Francesa em Roma, Chassériau caiu sob a influência de Eugène Delacroix, cuja marca de colorismo pictórico era um anátema para Ingres. A arte de Chassériau tem sido frequentemente caracterizada como uma tentativa de conciliar o classicismo de Ingres com o romantismo de Delacroix. Ele expôs pela primeira vez no Salão de Paris em 1836, e foi premiado com uma medalha de terceiro lugar na categoria de pintura histórica. Em 1840, Chassériau viajou para Roma e se encontrou com Ingres, cuja amargura pela direção do trabalho de seu aluno levou a uma ruptura decisiva. Enquanto na Itália, Chassériau fez esboços de paisagens e estudou afrescos do Renascimento.

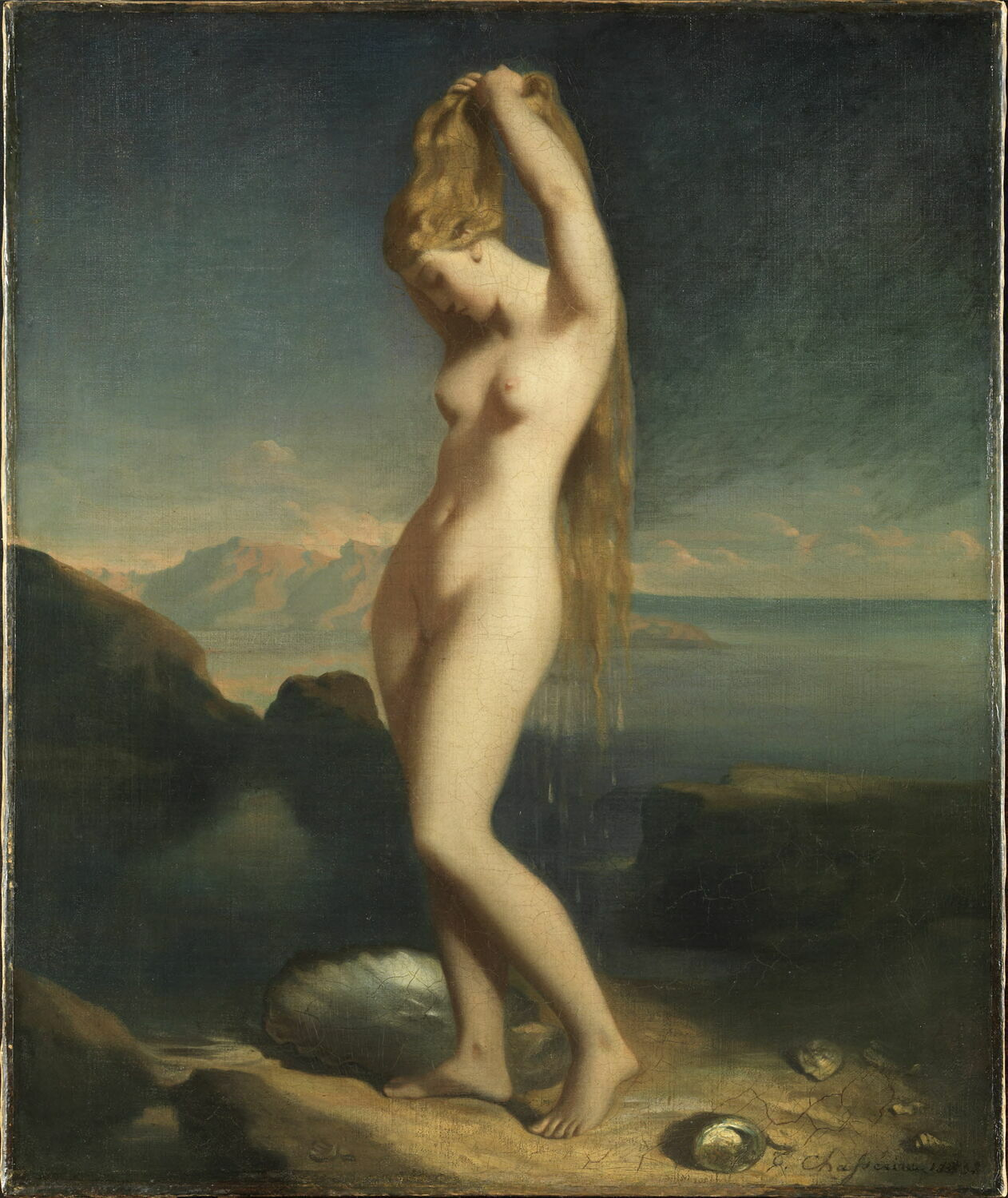
Vénus marine dite Vénus Anadyomène, 1838, Paris, Louvre

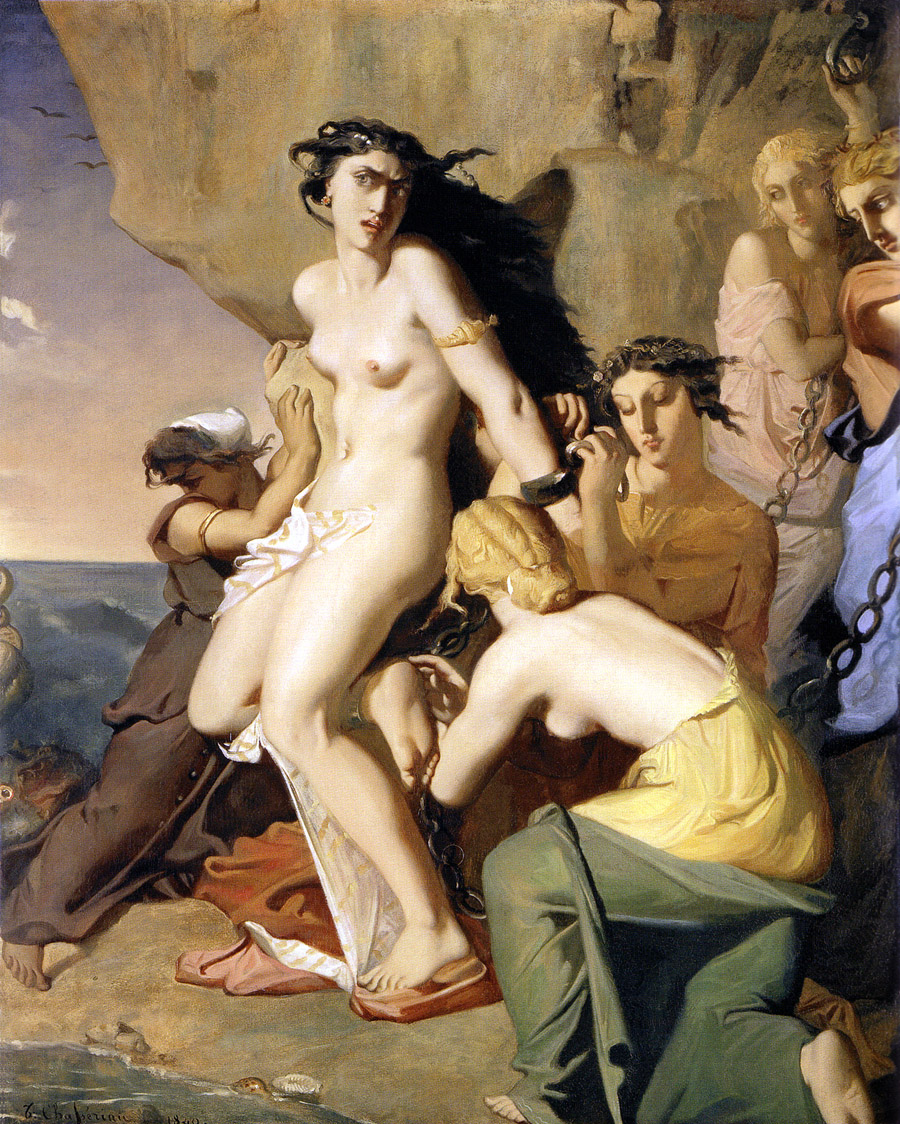
Vénus marine dite Vénus Anadyomène, 1838, Paris, Louvre

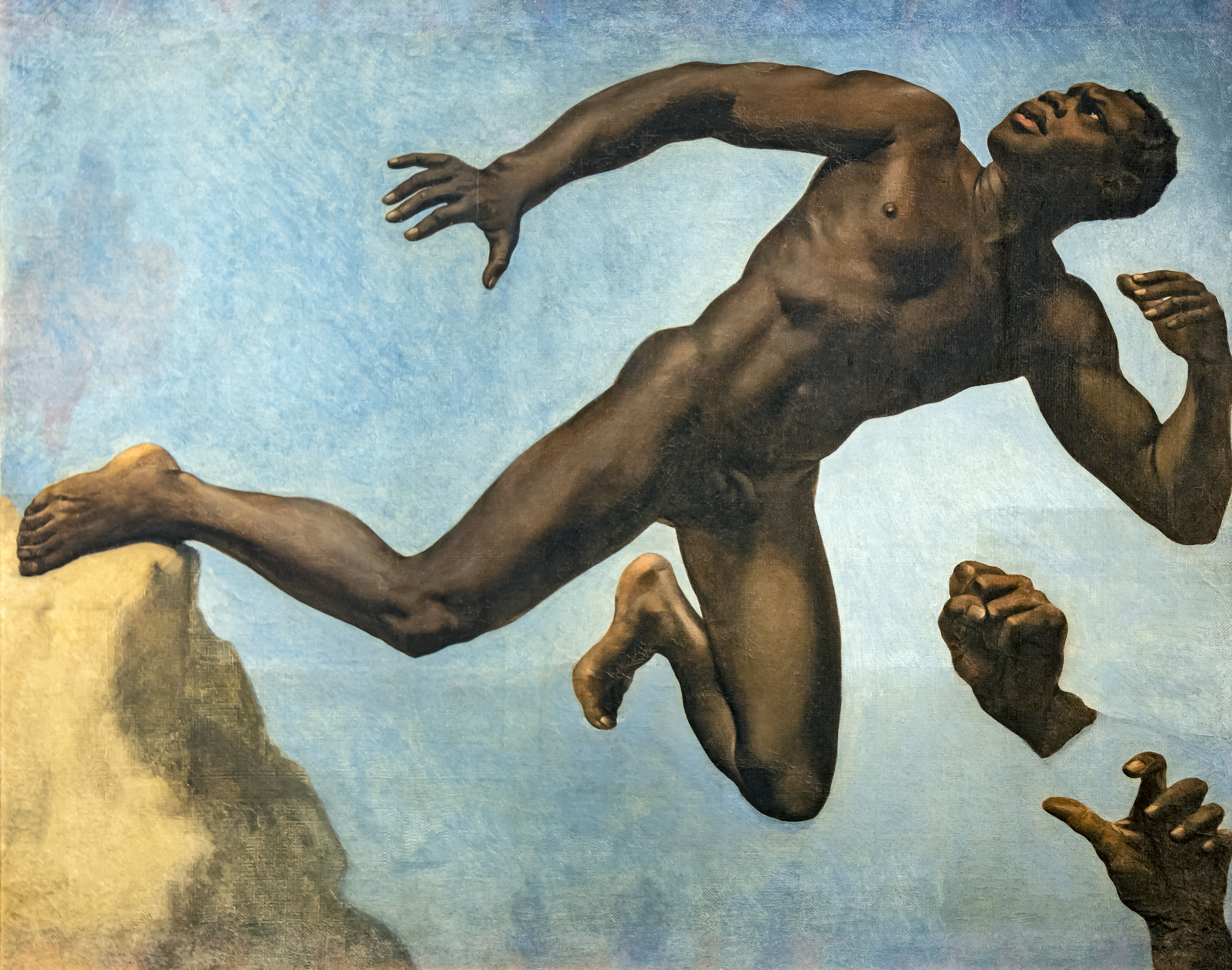
Estudo de um homem (1832) - Musée de Montauban

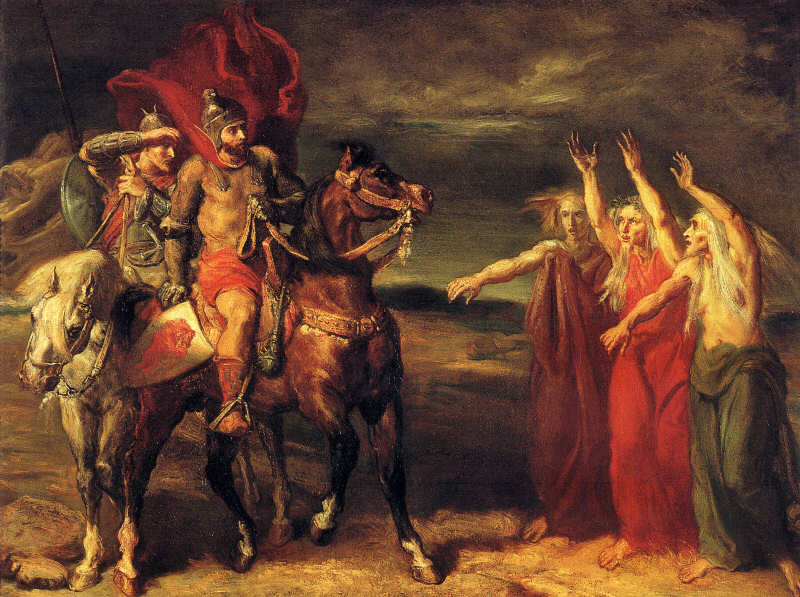
Macbeth e Banquo Encontrando as Bruxas na Charneca, 1855. Um exemplo de uma das muitas obras de Chassériau inspiradas em Shakespeare

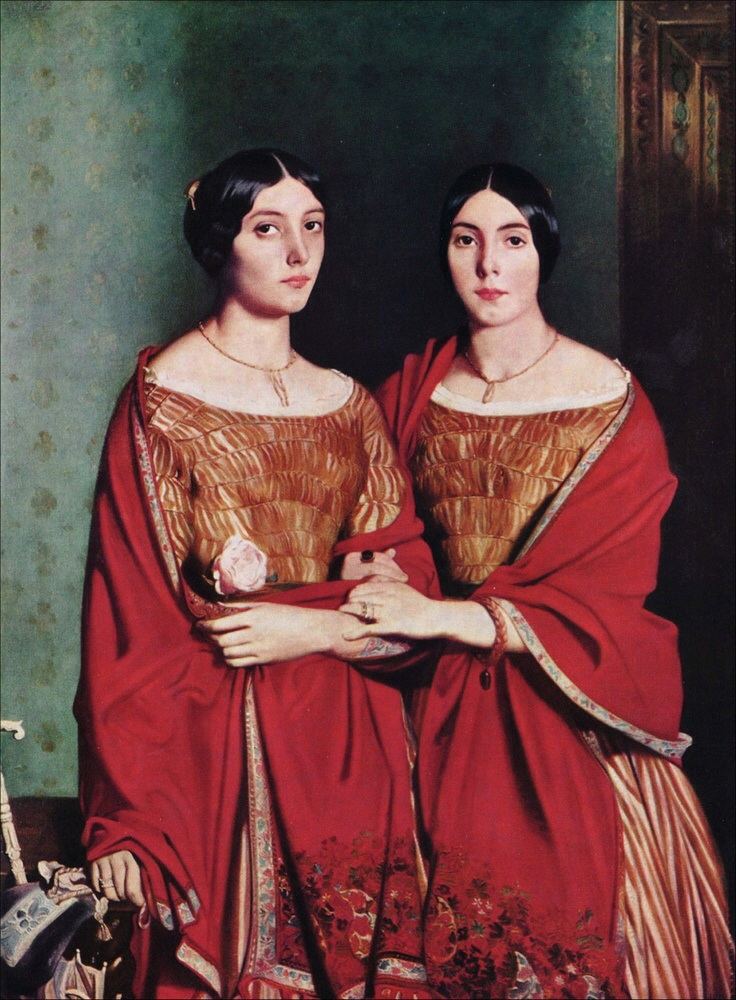
As Duas Irmãs, 1843, Paris, Louvre

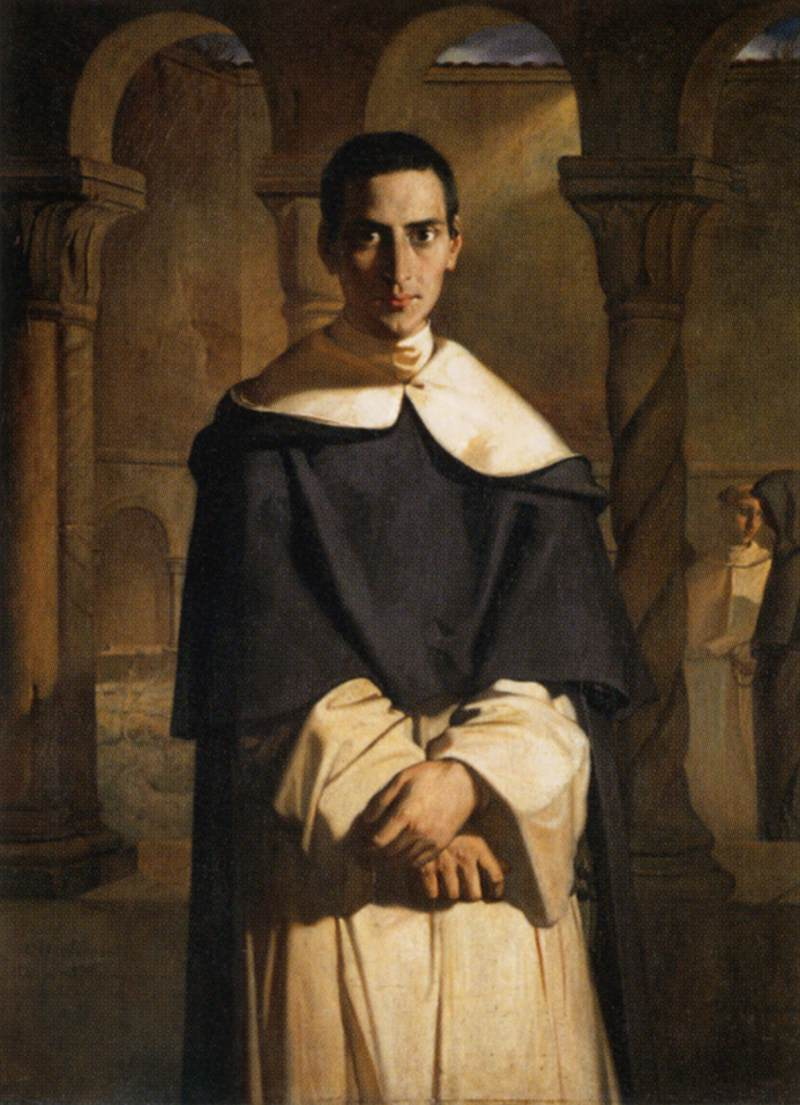
Retrato do Reverendo Padre Henri-Dominique Lacordaire, 1840, Paris, Louvre

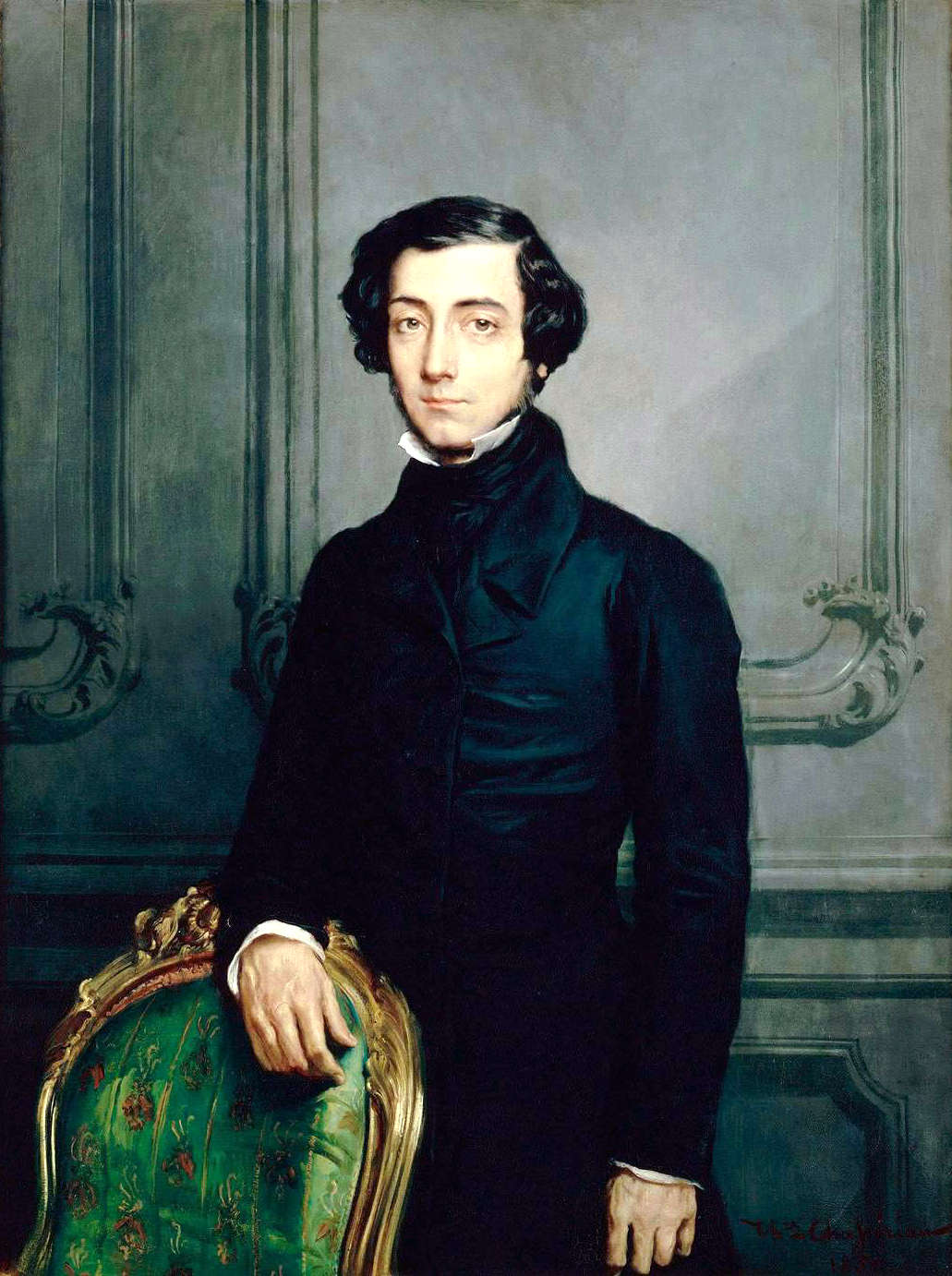
Retrato de Alexis de Tocqueville, 1850

Entre as principais obras de sua maturidade precoce estão Susanna and the Elders e Venus Anadyomene (ambos em 1839), Diana Surprised by Actaeon (1840), Andromeda Chained to the Rock by the Nereids (1840) e The Toilette of Esther (1841), tudo isso revelando um ideal muito pessoal ao retratar o nu feminino. As principais pinturas religiosas de Chassériau desses anos, Cristo no Monte das Oliveiras (um assunto que ele tratou em 1840 e novamente em 1844) e A Descida da Cruz (1842), receberam críticas mistas dos críticos; entre os campeões do artista estava Théophile Gautier. Em 1843, Chassériau pintou murais retratando a vida de Santa Maria do Egito na Igreja de Saint-Merri em Paris, o primeiro de várias encomendas que recebeu para decorar edifícios públicos em Paris.
Os retratos desse período incluem o Retrato do Reverendo Padre Dominique Lacordaire, da Ordem dos Frades Predicantes (1840), e As Duas Irmãs (1843), que retrata as irmãs de Chassériau, Adèle e Aline.
Ao longo de sua vida, ele foi um desenhista prolífico; seus muitos desenhos de retratos executados com um lápis de grafite de ponta fina são semelhantes em estilo aos de Ingres. Ele também criado um corpo de 29 impressões, incluindo um grupo de dezoito entalhes de sujeitos de Otelo de Shakespeare em 1844.
Ele exibiu o retrato colossal Ali-Ben-Hamet, califa de Constantino e chefe dos Haractas, seguido por sua escolta no salão de 1845, onde recebeu críticas equívocas. Em 1846, Chassériau fez sua primeira viagem à Argélia. A partir de esboços feitos nesta e nas viagens subsequentes, ele pintou temas como Chefes árabes visitando seus vassalos e Mulheres judias em uma varanda (ambos em 1849, agora no Louvre). Uma importante obra tardia, The Tepidarium (1853, no Musée d'Orsay), retrata um grande grupo de mulheres se secando após o banho, em um ambiente arquitetônico inspirado na viagem do artista em 1840 a Pompéia. Seu trabalho mais monumental foi a decoração da grande escadaria da Cour des Comptes, encomendada pelo estado em 1844 e concluída em 1848. Ele seguiu o exemplo de Delacroix ao executar este trabalho em óleo sobre gesso, ao invés de fresco. Esta obra foi fortemente danificada em maio de 1871 por um incêndio durante a Comuna, e apenas fragmentos puderam ser recuperados; estes são preservados no Louvre.
Após um período de saúde agravado por seu exaustivo trabalho de encomendas de murais para decorar as Igrejas de Saint-Roch e Saint-Philippe-du-Roule, Chassériau morreu aos 37 anos em Paris, em 8 de outubro de 1856. Ele está enterrado no cemitério de Montmartre.

## Galeria

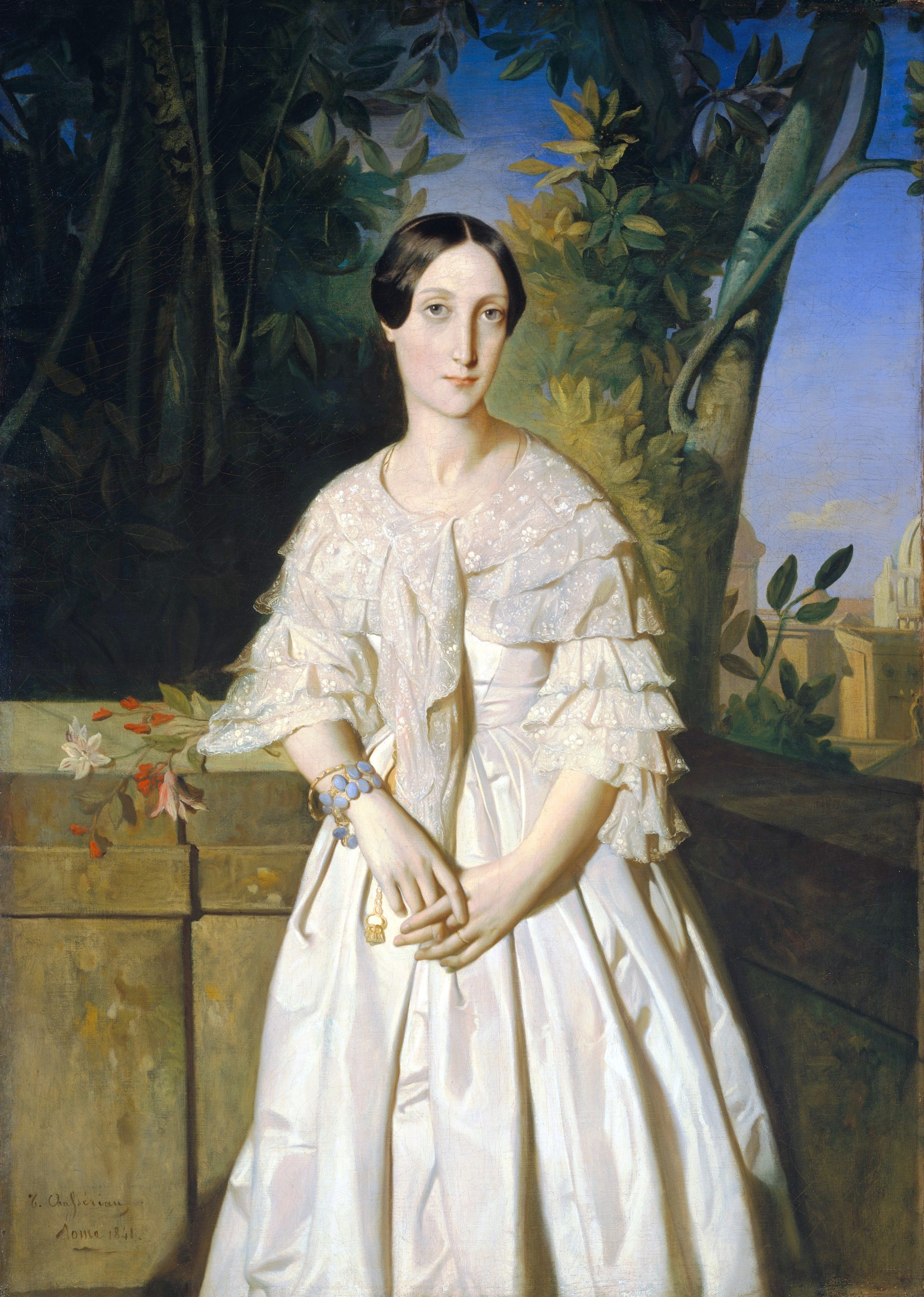
Retrato de la comtesse de La Tour Maubourg, 1841, Metropolitan Museum of Art, Nova York
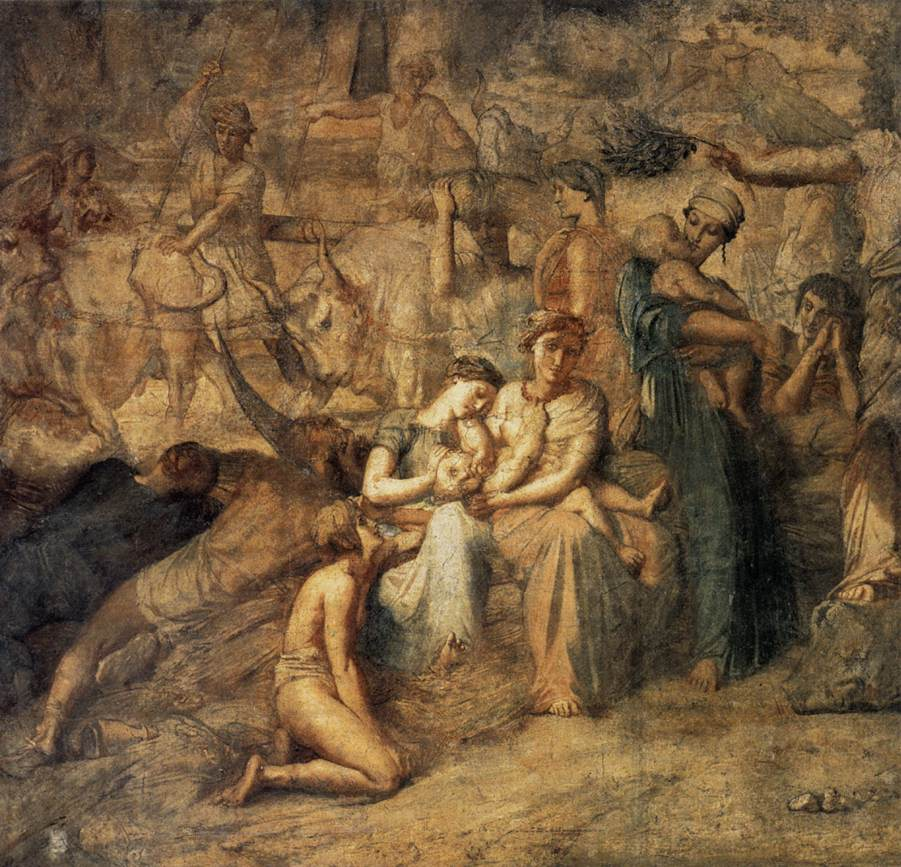
Paz, protetor das artes e do cultivo do solo, 1844-1848, óleo sobre gesso transferido para tela. Um fragmento sobrevivente das decorações Cour des Comptes.
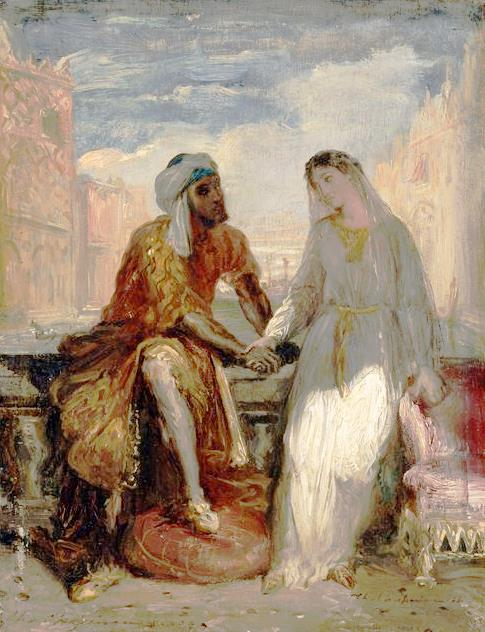
Otelo e Desdêmona em Veneza, 1850, óleo sobre madeira, 25 x 20 cm, Louvre, Paris. Outra obra inspirada em Shakespeare
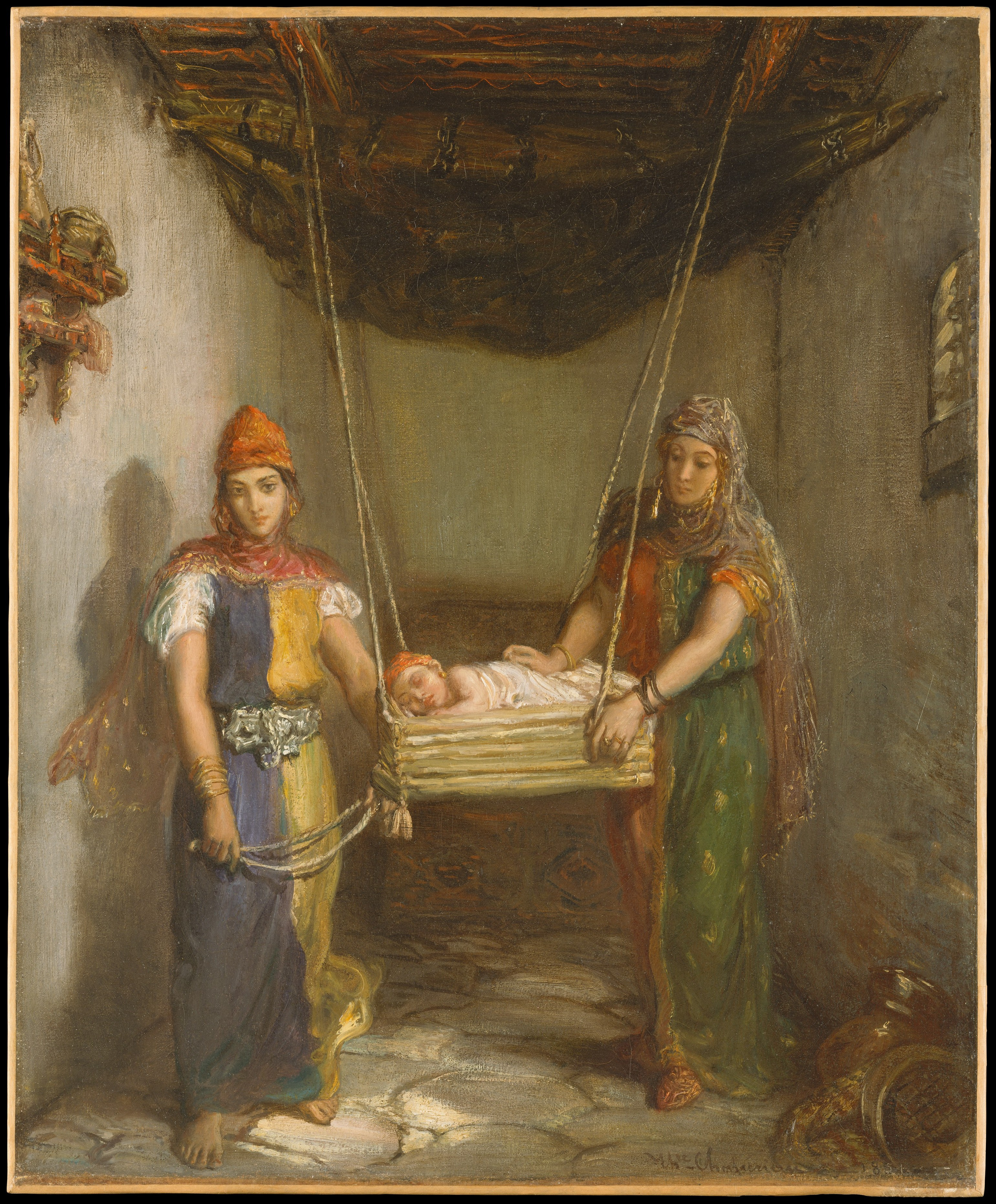
Cena no Bairro Judeu de Constantino, 1851, Museu Metropolitano de Arte, Nova York
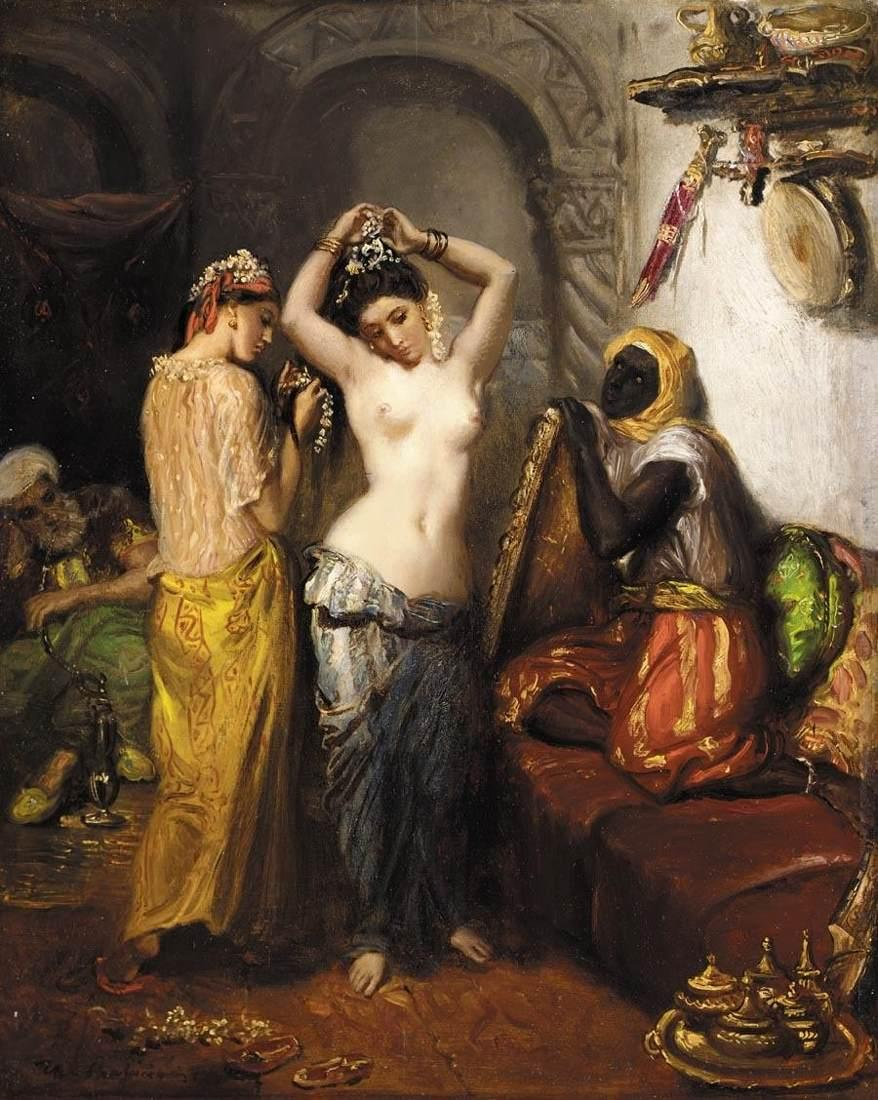
Orientalist Interior, ca. 1851–1852, óleo sobre madeira, 49 x 39 cm
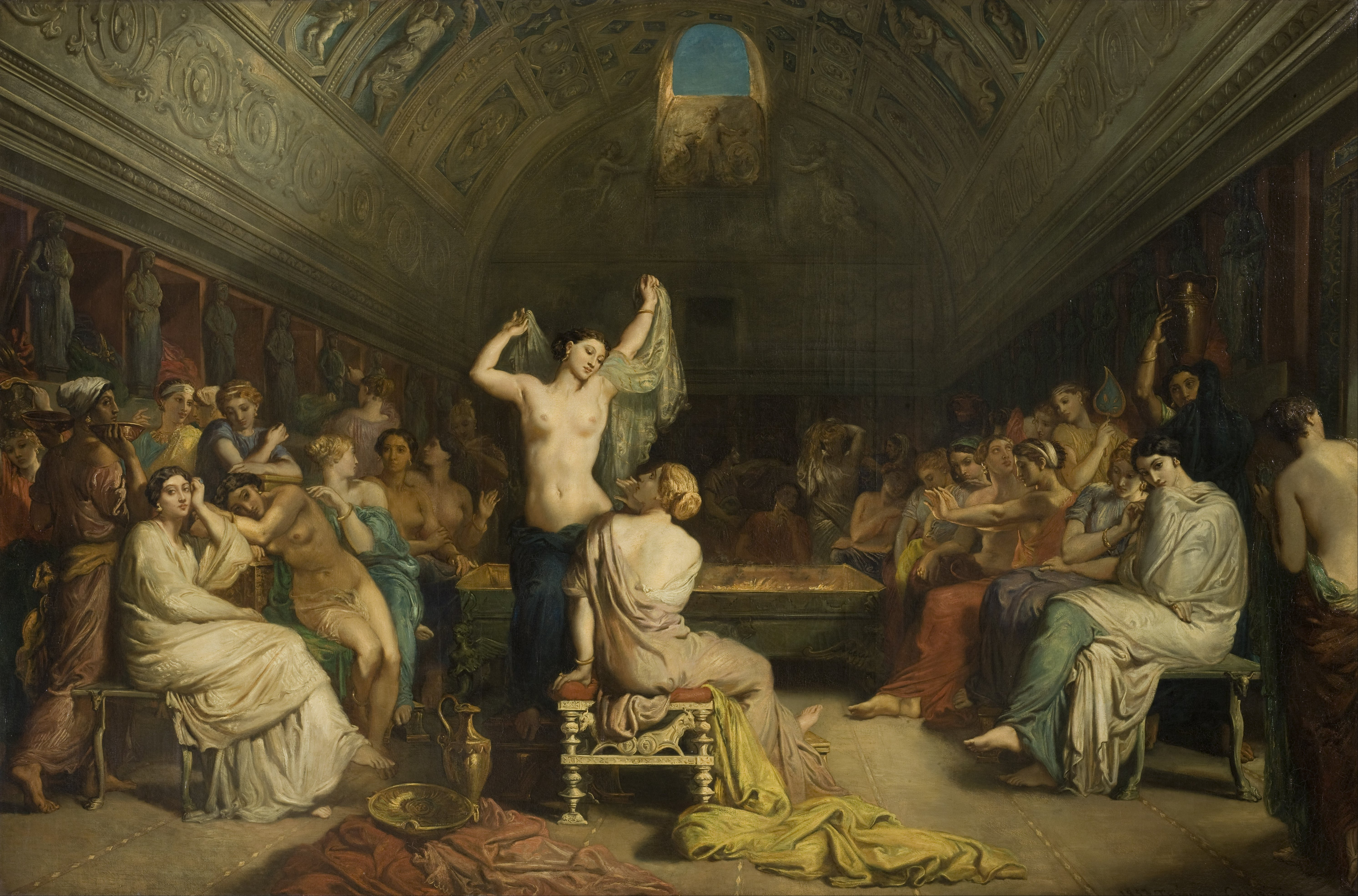
Tepidarium, 1853, óleo sobre tela, Musée d'Orsay
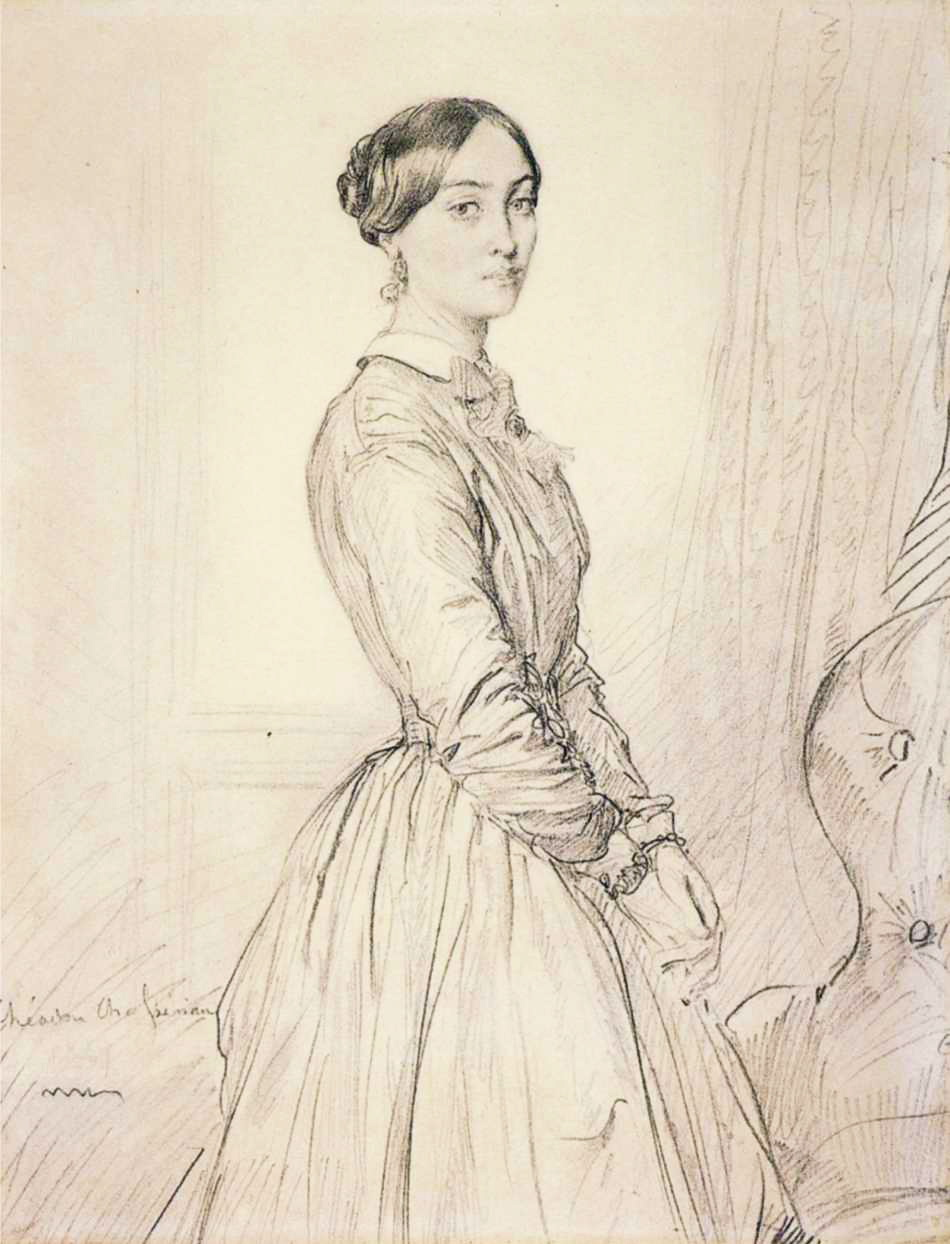
Retrato de Mme Borg de Balsan, 1847, lápis sobre papel, Philadelphia Museum of Art
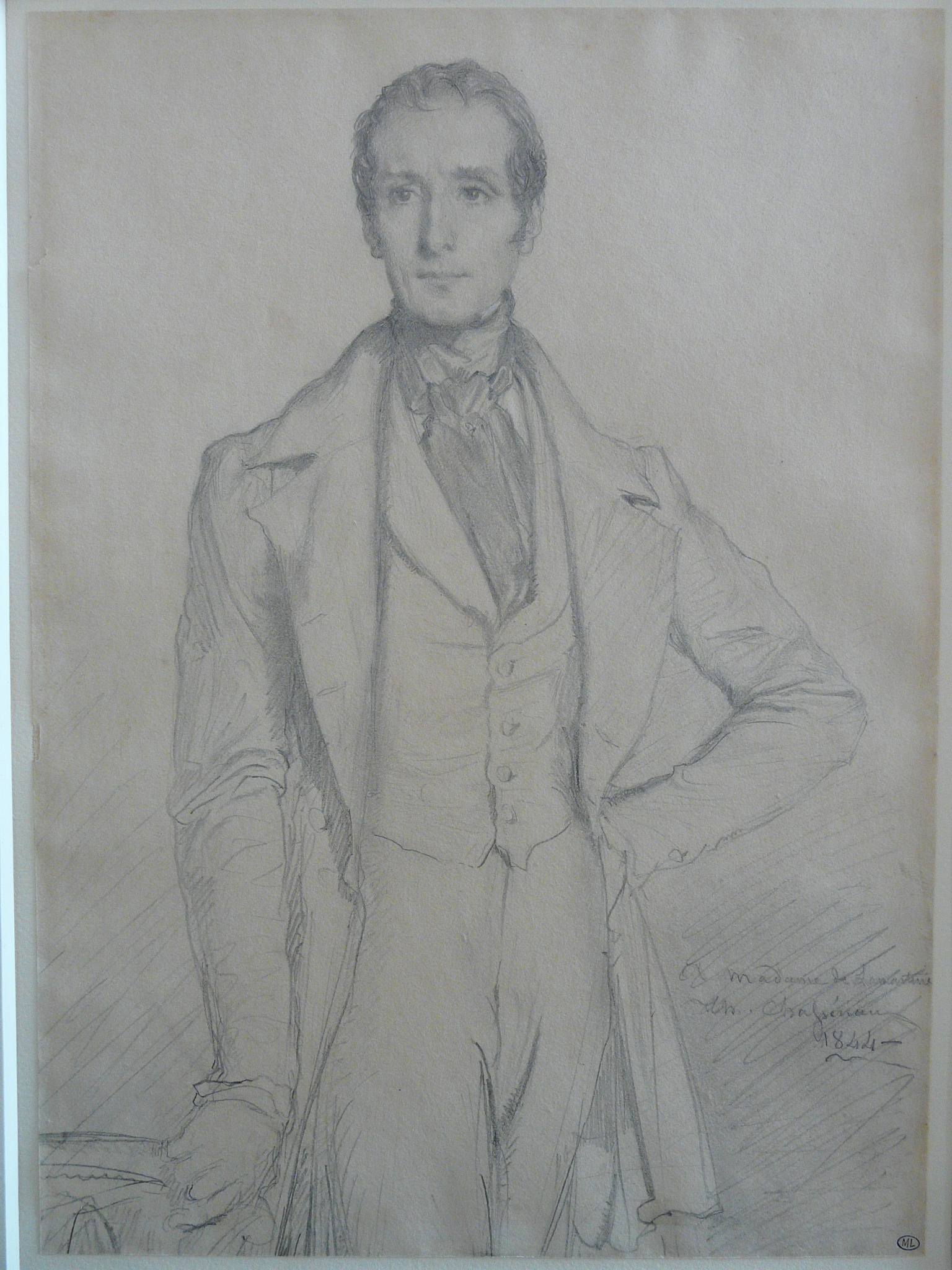
Retrato de Alphonse de Lamartine, 1844, lápis sobre papel
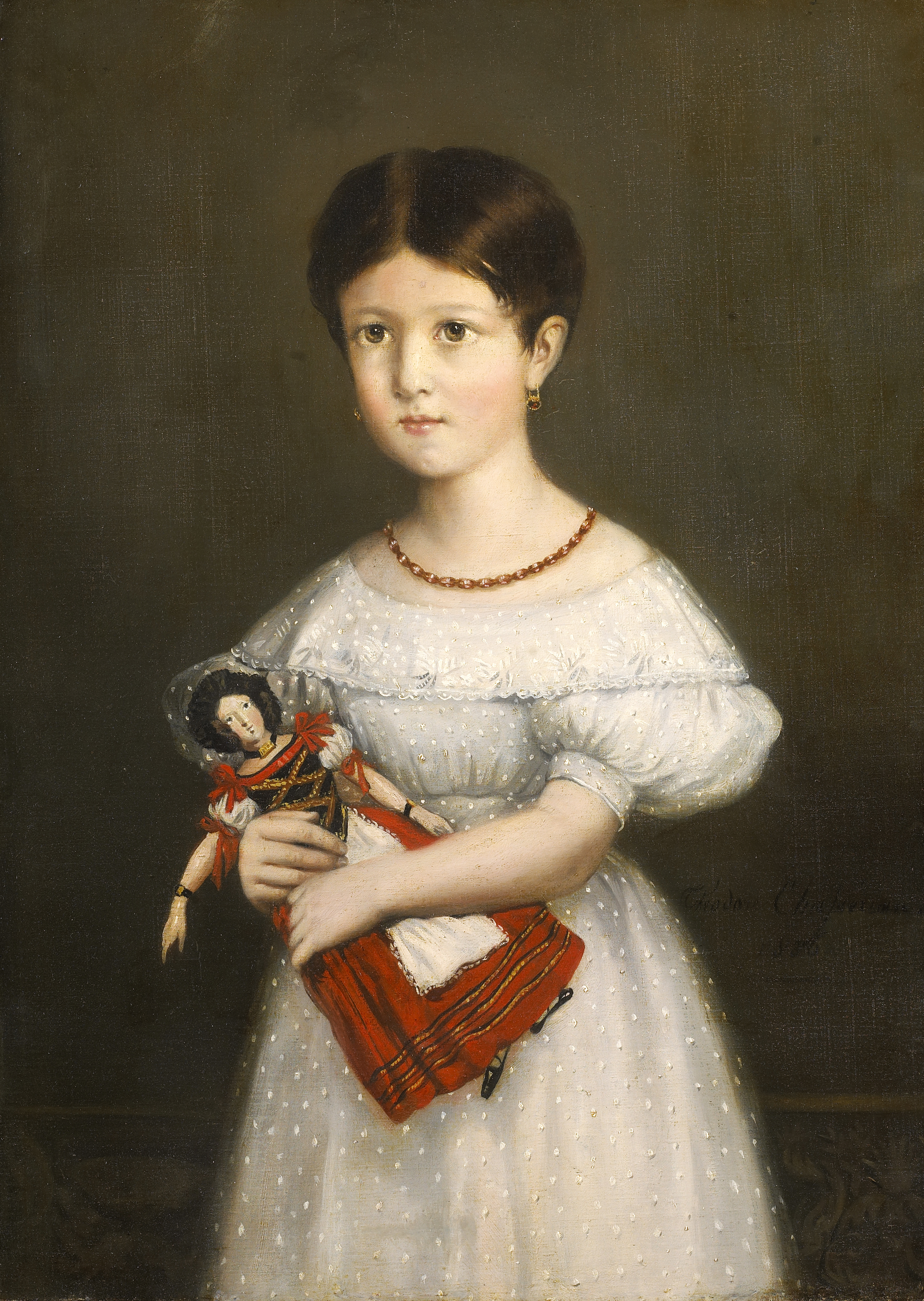
A criança e a boneca, retrato de Laure Stéphanie Pierrugues, 1836, óleo sobre tela, 79,5 x 57 cm